# Oetrange
Oetrange (en luxemburguès: Éiter; en alemany: Oetringen) és una vila de la comuna de Contern del districte de Luxemburg al cantó de Luxemburg. Està a uns 9,5 km de distància de la Ciutat de Luxemburg.